# Мотлакасе Павер Динамоз
«Мотлакасе Павер Динамоз» (англ. Motlakase Power Dynamos) — ботсванський футбольний клуб з міста Палап'є.

## Історія
Футбольний клуб «Мотлакасе» був заснований в 1988 році працівниками Енергетичної Компанії Ботсвани та простими громадянами з міста Палап'є. Серед його засновників можна виділити таких відомих у Ботсвані громадян як Реубен Гасейтсіве (колишній президент клубу),  Бенсон Мосекі (колишній президент клубу), Беші Гаампоне (теперішній президент клубу), Сібанда, Матлхоаме, Дуглас Мазамбі та Том Тхеді. З моменту свого створення і до 1992 року футбольний клуб, як й інші спортивні клуби в місті, не спонсорувався Енергетичної Компанії Ботсвани. В той же час футбольний клуб «Мотлакасе» був єдиним діючим на той час клубом, який підтримував своє існування за рахунок внесків членів клубу, бізнесменів та простих мешканців міста.
Клуб вилетів з Прем'єр-ліги по завершенню сезону 2010/11 років. На цьому завершилися виступи клубу з Палап'є, які тривали протягом двох останніх років до вибування в Перший дивізіон.
Команда виграла Перший дивізіон чемпоіонату Ботсвани (зона «Північ») в сезоні 2011/12 років і відразу повернулася до вищого дивізіону чемпіонату Ботсвани. Однією з причин, чому сезон 2010/11 років завершився так невдало, був той факт, що клуб був змушений проводити свої домашні матчі в Франсистауні, в той час як тривало будівництво їх власного стадіону.
Серед досягнень клубу можна виділити 8 місце у Прем'єр-лізі в сезоні 2013/14 років, а вихід у фінал Кубку Виклику Футбольної Асоціації з футболу 2011 року. Команда проявила велике терпіння та наполегливість виступаючи у Першому дивізіоні національного чемпіонату без спонсора за останні майже 20 років, коли команда фактично існувала виключно за рахунок членських внесків.
Клуб мав амбіційний проект по спорудженню нового сучасного стадіону, початок цього проекту був доволі успішний, так була придбана земельна ділянка, розроблена проектна документація та розпочата реконструкція клубної інфраструктури. Але через фінансові труднощі і проблеми, які пов'язані з харчуванням команди, проведенням матчів та транспортними витратами, почалася хронічна нестача коштів, а тому керівництво клубу змушене було призупинити фінальну стадію спорудження стадіону. Таким чином, проект був призупинений та відкладений. Перед початком сезону 2015/16 років клуб здійснив спробу отримати кредит від комерційної організації для завершення будівництва стадіону.

## Досягнення
- Перший дивізіон чемпіонату Ботсвани з футболу (зона «Північ»)
  -  Чемпіон (1): 2011/12
- Прем'єр-ліга
  - 8-ме місце (1): 2013/14
- Кубок виклику Футбольної асоціації Ботсвани
  -  Фіналіст (1): 2011